# Frostpunk
Frostpunk – gra komputerowa łącząca w sobie elementy strategicznej gry czasu rzeczywistego, gry w budowę miasta i survivalu, osadzona w steampunkowym świecie, opowiadająca o walce społeczności o przetrwanie w zimowym klimacie, wyprodukowana przez 11 bit studios. Gra została wydana 24 kwietnia 2018 na platformę Microsoft Windows. 11 października 2019 gra ukazała się na platformach PlayStation 4 i Xbox One, a 24 lutego 2021 na macOS.

## Fabuła
W alternatywnej wersji przeszłości w roku 1886 erupcje wulkanów Krakatau i Tambora, zaciemnienie Słońca oraz inne nieznane przyczyny spowodowały globalną zimę wulkaniczną, a w dalszej kolejności – globalną klęskę głodu i śmierć milionów ludzi. W odpowiedzi na te wydarzenia władze Imperium Brytyjskiego zdecydowały o budowie na bogatej w węgiel północy Imperium generatorów ciepła, które mają być centrami miast na wypadek masowej migracji z południa.
Fabuła gry składa się z pięciu scenariuszy.

## Rozgrywka
Celem rozgrywki jest w pierwszym rzędzie zapewnienie społeczności ocalałych przeżycia w surowym, zimnym klimacie. W tym celu gracz zarządza zbiórkę drewna, stali, węgla i żywności oraz budowę domów, kopalni węgla, tartaków, hut i innych budynków. Warunki pogodowe i niezadowolenie mieszkańców mają wpływ na efektywność ich pracy. Gracz ma też możliwość prowadzenia badań naukowych, które pozwalają na konstrukcję nowych budynków i maszyn.

## Produkcja
Pierwszy zwiastun gry został opublikowany 30 sierpnia 2016. Według pierwotnych planów produkt miał się ukazać w 2017. 15 września 2017 zarząd 11 bit studios podjął jednak decyzję o przełożeniu premiery na pierwszy kwartał 2018. 9 marca 2018 firma ogłosiła ostateczną datę premiery – 24 kwietnia 2018.
W grudniu 2017 prezes 11 bit studios Grzegorz Miechowski ujawnił, że łączny koszt gry miał wynieść ponad 10 mln zł, w tym około 2,5 mln zł to koszty marketingu.

## Odbiór
Frostpunk został przychylnie przyjęty przez krytyków. Na podstawie 67 recenzji w serwisie Metacritic gra uzyskała średnią wynoszącą 84 punkty na 100 możliwych, natomiast według agregatora GameRankings średnia wyniosła 85,58% z 30 recenzji.
27 kwietnia 2018 zarząd 11 bit studios wydał raport sprzedażowy, zgodnie z którym w ciągu pierwszych trzech dni po premierze sprzedano ponad 250 tys. kopii gry, a przychody ze sprzedaży znacznie przekroczyły wydatki na produkcję i marketing. W trzy lata po premierze 11 bit studios sprzedało 3 mln kopii gry. 

### Nagrody i nominacje
13 października 2018 w ramach Central & Eastern European Game Awards twórcy zwyciężyli w kategoriach najlepsza gra i najlepszy projekt graficzny. Ponadto otrzymali specjalne wyróżnienie – China’s Choice. Produkcja otrzymała nagrodę dla najlepszej gry strategicznej zarówno w ramach Brazil Game Awards 2018, jak i Australian Games Awards 2018. Była ponadto nominowana do The Game Awards w kategorii najlepsza gra strategiczna. Otrzymała też nominacje do Game Critics Awards w kategorii najlepsza gra strategiczna, a także do Golden Joystick Awards w kategoriach najlepszy projekt graficzny oraz gra roku na PC. Gra została nominowana również do nagrody BAFTA w kategorii najlepszy scenariusz.

## Kontynuacja
W sierpniu 2021 r. studio oficjalnie zapowiedziało kontynuację gry – Frostpunk 2. Tym razem zadaniem graczy będzie przetrwanie w erze ropy. 
Twórcy deklarują, że Frostpunk 2 będzie grą jeszcze większą i ambitniejszą niż pierwsza odsłona. Premierę produkcji zapowiedziano na 2024 r. 

## Frostpunk: gra planszowa
W 2022 r. Glass Cannon Unplugged wydało grę planszową na podstawie Frostpunk. Gra została ufundowana na platformie Kickstarter w 54 minuty. Za mechanikę odpowiedzialny był projektant Adam Kwapiński. 
Gra planszowa została bardzo dobrze przyjęta przez graczy. Na stronie BoardGameGeek ocena produkcji wynosi 8,3/10. 